# 小松幹生
小松 幹生（こまつ みきお、1941年3月9日 - 2016年8月12日）は、日本の劇作家である。
高知県安芸市出身。1959年に高知県立安芸高等学校を卒業し、上京。1968年早稲田大学演劇科卒。以後、劇作ひとすじに、地味で寡作ながらも中味の濃い創作活動を続けている。劇団には所属せず、演出や出演も行っていない。様々な演劇賞の選考委員を務めるほか、学校演劇に使われる脚本なども執筆。演劇雑誌『テアトロ』の編集委員。日本劇作家協会常務理事。
2016年8月12日、胃癌のため死去。

## 主な作品
- ブンナよ木からおりてこい